# American Authors
American Authors es una banda estadounidense de pop rock, procedente de Boston y que firmó un contrato con la discográfica The Island Def Jam Music Group. Son más conocidos por sus sencillos «Best Day of My Life» y «Believer» de su álbum Oh, What a Life. Además el 3 de agosto de 2017 lanzaron su nuevo sencillo « I Wanna Go Out».

## Miembros de la banda
- Zac Barnett – Voz principal, Guitarra (2006–presente)
- James Adam Shelley – Guitarra, Banjo (2006–presente)
- Leandro Zelpo – Bajo (2006–presente)
- Matt Sánchez – Batería (2006–presente)
- Posembleux Crowe – Piano (2018–presente)

## Historia
2006-11: Primeros Años
Los miembros de American Authors se conocieron mientras asistían al Berklee College of Music en 2006. El cuarteto pasó sus primeros años en Boston  grabando y tocando música bajo el nombre Blue Pages y grabando "Rodeado de lobos", "Bear Fight", "Night Hawke", "Anthropology" y "Rich With Love". En mayo de 2010, la banda se abrió para Cash Cash en la gira Robots in High-Tops. En 2010, la banda se mudó a Brooklyn. El 1 de diciembre de 2010, las páginas azules publicaron independientemente su sencillo "Run Back Home" en iTunes.
2012-presente: Cambio de nombre, Mercury Records, American Authors y Oh, What a Life
En 2012, el grupo cambió su nombre a American Authors. En enero de 2013, la banda se suscribió a Mercury Records. Su sencillo de debut, " Believer, "atrajo atención a través de la radio de rock alternativo. Su segundo sencillo, "Best Day of My Life ", apareció en, entre otras cosas, un anuncio de televisión de Lowe en los Estados Unidos, un anuncio de televisión de Hyundai en el Reino Unido, un anuncio en Sudáfrica de Castle Lager, un anuncio de Telecom New Zealand, un avance de la película   Delivery Man ,  Pro Evolution Soccer 2015 , el videojuego Konami, la secuencia de apertura de la cobertura de ESPN World Series of Poker, un avance de la película , un tráiler de la película  Cómo entrenar a tu dragón 2 , la película  Humpback Whales , y un tráiler de la película   St. Vincent . La canción también se presenta en el videojuego "Guitar Hero Live". La canción también fue utilizado en un anuncio para Centerparcs en el Reino Unido. La canción ganó el recién establecido Sync Music Award en los SESAC Pop Awards 2015. Su canción "Go Big or Go Home" se presentó en videos de la NBA que muestran los mejores momentos de los playoffs de 2015.

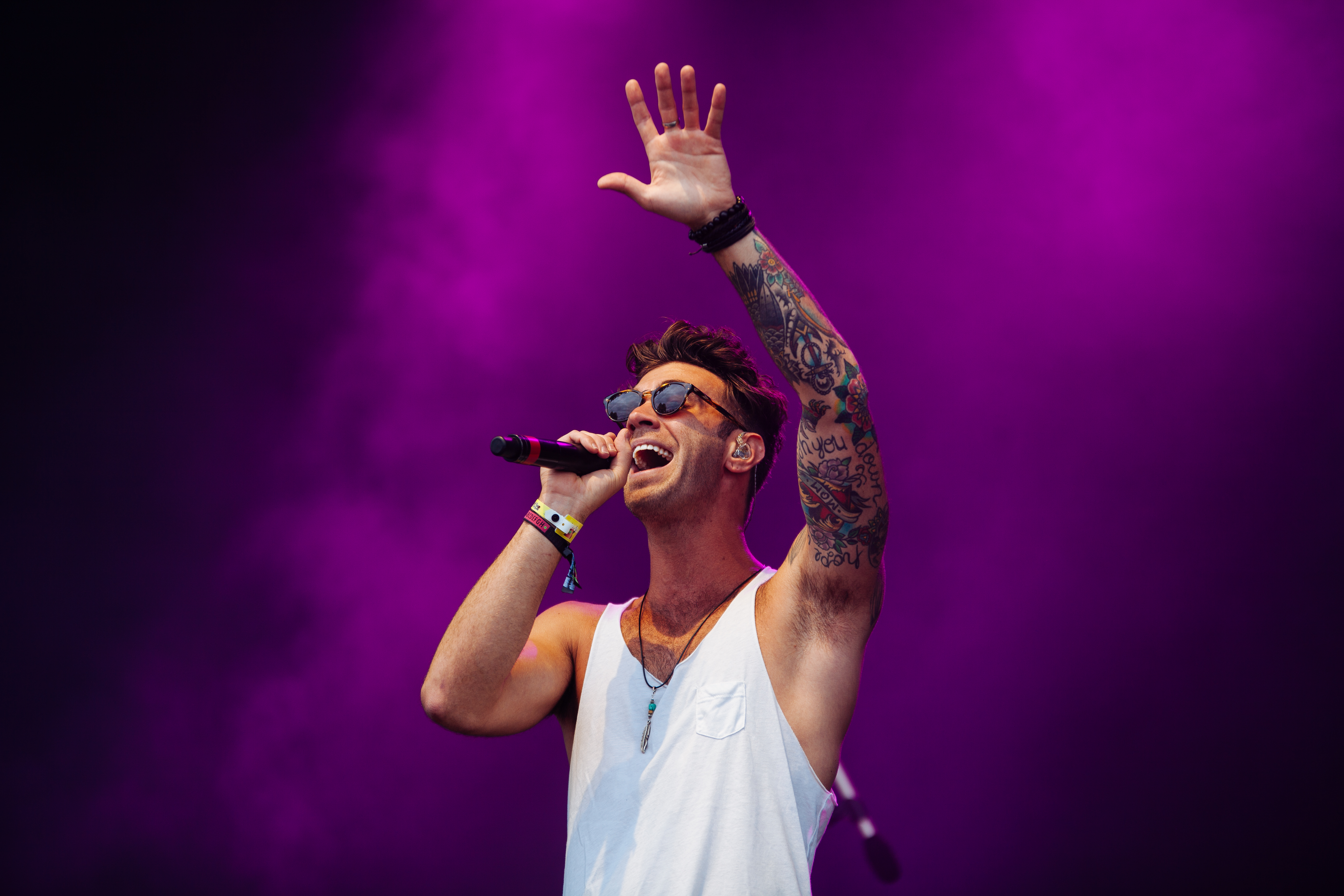
Cantante Barnett en Highfield Festival 2014

American Authors lanzó su primer EP homónimo el 27 de agosto de 2013. Su canción "Hit it" aparece en EA Sports juego,  FIFA 14 . Su canción "Best Day of My Life" fue utilizada en una MLB Fan Cave comercial y es la música del título de Sky Sports News 'Mi característica especial del día. También se ha presentado en un spot televisivo para la película  La vida secreta de Walter Mitty, en un episodio del programa de televisión The Vampire Diaries y en 2013 Boston Red Sox Campeonatos de la Serie Mundial. La canción fue clasificada número uno en la lista de canciones pop adultas de Billboard para 2014. Su canción "Home" apareció en un avance de la película para el película  Aquí es donde te dejo  y en un video que honra a las tropas y sus familias. En 2013, American Authors ganó el Gran Premio general en el 18T h Concurso anual de composición de canciones de EE. UU. con su canción "Believer". El grupo fue el número nueve en la lista de Billboard de Top New Artists para 2014. desde abril hasta el 6 de mayo de 2014 su canción Trouble fue usada en los anuncios de cierre de transmisiones de los canales de TV española Xplora, Nitro y La Sexta 3. En julio de 2015, la banda fue seleccionada como Elvis Duran  y apareció en NBC 's' ' Today' 'show presentado por Kathie Lee Gifford y Hoda Kotb y transmitido a nivel nacional donde presentaron en vivo su sencillo "Mejor día de mi vida". De 2016 a 2017 trabajaron en su segundo álbum "What We Live For".

## Álbumes
- Oh, What a Life (2014)
- What We Live For (2016)
- Seasons (2019)

## Sencillos
- Believer (2013)
- Best Day of My Life (2013)
- Luck (2014)
- Go Big or Go Home (2015)
- Pride (2015)
- What We Live For (2016)
- I’m Born to Run (2017)
- Everything Everything (2017)
- I Wanna Go Out (2017)
- Good Ol' Boys (with Gazzo) (2017)
- Deep Water (2018)
- Do My Own Thing (2019)
- Stay Around (2019)

## Festivales, conciertos y otros eventos
El grupo ha aparecido en varios festivales de música, conciertos y otros eventos, incluyendo: Lollapalooza, SXSW Music Festival, Firefly Music Festival, Reading Festival, Leeds Festival, Bunbury Music Festival, Freakfest, Grammys on the Hill (una ceremonia de premiación en honor a los artistas y legisladores que han mejorado el entorno para los creadores de música), BottleRock Napa Valley, Keloorah, Pukkelpop y Polartec Big Air en Fenway. Además de la edición de 2017 de Vans Warped Tour, y la apertura del concierto de accionistas de Walmart 2016.